# ماهیچه دندانه‌ای پسین بالایی
ماهیچه دندانه‌ای پشتی فوقانی یا سراتوس خلفی فوقانی (انگلیسی: Serratus posterior superior muscle) یکی از عضلات لایه میانی عضلات خارجی پشت است.
لایه میانی عضلات پشت، گروهی از عضلات خارجی پشت هستند که بلافاصله در عمق لایه سطحی عضلات پشت و چسبیده به دنده‌ها قرار گرفته‌اند و در حرکات تنفسی و دنده‌ای دخالت می‌کنند. این عضلات عبارتند از: ماهیچه دندانه‌ای پشتی فوقانی و ماهیچه دندانه‌ای پشتی تحتانی. چون عضلات میانی پشت، در حرکات تنفسی دخیل هستند، به آنها عضلات تنفسی هم گفته می‌شود
این عضله از زوائد خاری مهره‌های C7 تا T3 و رباطهای فوق خاری (رباط پس‌گردنی) منشأ گرفته و به کنار فوقانی دنده دوم تا پنجم منتهی می‌شود. عملکردآن بالا بردن دنده دوم تا پنجم است. جهت فیبرهای عضلانی نزولی است.

## نگارخانه

Position of serratus posterior superior muscle (shown in red).
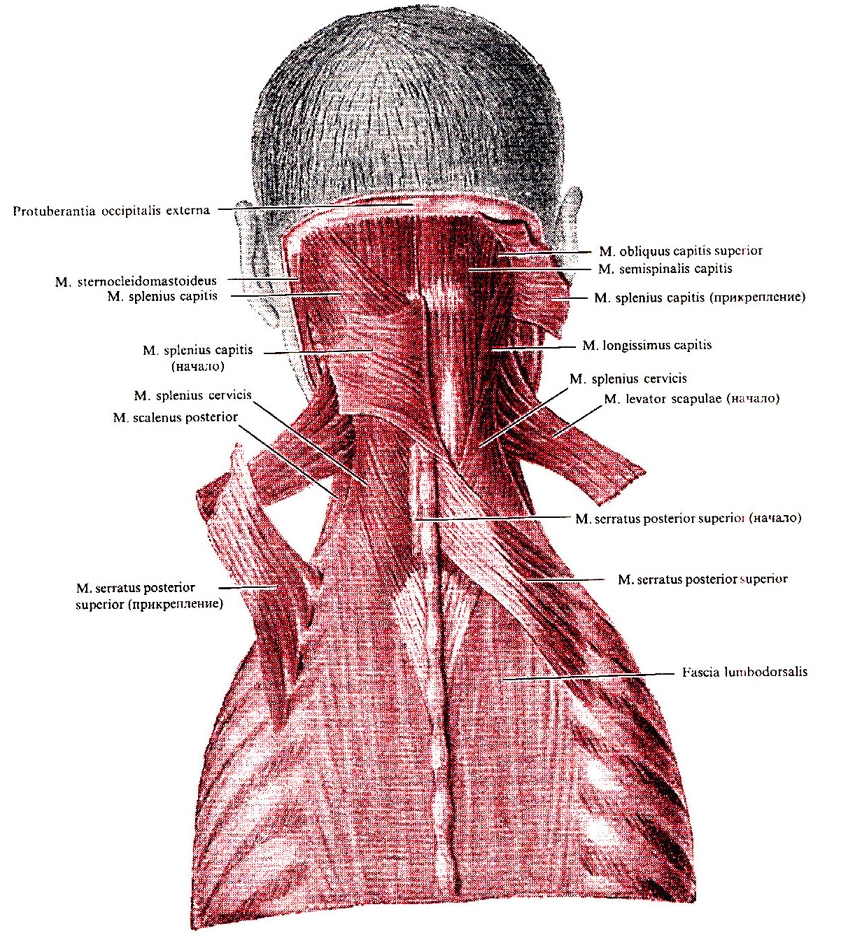
Serratus posterior superior muscles are labeled at center left and center right.